# Liste der Monuments historiques in Montliot-et-Courcelles
Die Liste der Monuments historiques in Montliot-et-Courcelles führt die Monuments historiques in der französischen Gemeinde Montliot-et-Courcelles auf.

## Liste der Immobilien
| Bezeichnung      | Beschreibung                                                                   | Standort                       | Kennzeichnung | Schutzstatus | Datum | Bild |
| ---------------- | ------------------------------------------------------------------------------ | ------------------------------ | ------------- | ------------ | ----- | ---- |
| Pont des Romains | Brücke über die Seine, zwischen 1692 und 1700 erbaut; auch zu Étrochey und Vix | Rue du Pont des Romains (Lage) | PA21000107    | Inscrit      | 2021  |      |

## Liste der Objekte
| Bezeichnung                                  | Beschreibung                                                                                    | Standort                                             | Kennzeichnung | Schutzstatus | Datum | Bild |
| -------------------------------------------- | ----------------------------------------------------------------------------------------------- | ---------------------------------------------------- | ------------- | ------------ | ----- | ---- |
| Wappenfenster                                | Buntglas, erste Hälfte des 16. Jahrhunderts, im 20. Jahrhundert neu gefasst                     | Montliot, in der Kirche St-Didier (Lage)             | PM21001575    | Classé       | 1964  |      |
| Gemälde Engel tragen das Kreuz zum Jesuskind | Ölfarbe auf Leinwand, zweites Viertel des 17. Jahrhunderts, von Jean Tassel; nach Marten de Vos | Courcelles-les-Rangs, in der Kapelle Ste-Anne (Lage) | PM21001576    | Classé       | 1971  |      |
| Tablett mit zwei Messkännchen                | Silber, Kupfer, versilbert, zwischen 1826 und 1838, Goldschmied Claude-René Mennessier          | Courcelles-les-Rangs, in der Kapelle Ste-Anne (Lage) | PM21003505    | Inscrit      | 1974  |      |
| Kirchenfenster                               | Buntglas, Anfang des 19. Jahrhunderts                                                           | Montliot, in der Kirche St-Didier (Lage)             | PM21003364    | Inscrit      | 1972  |      |
| Grabstein für Paris Jacquot                  | Kalkstein, Marmor, bezeichnet 1585                                                              | Montliot, in der Kirche St-Didier (Lage)             | PM21001573    | Classé       | 1931  |      |
| Grabstein für Louis Berthaut                 | Kalkstein, bezeichnet 1680                                                                      | Montliot, in der Kirche St-Didier (Lage)             | PM21001574    | Classé       | 1931  |      |